# Anschlag in Afrin 2020
Der Anschlag in Afrin 2020 war ein terroristischer Sprengstoffanschlag in Afrin, Syrien am 28. April 2020 mit 53 Toten und mehr als 50 Verletzten.

## Hintergrund
Syrien befindet sich seit 2011 im Bürgerkrieg. Afrin wurde im Zuge einer Militäroffensive vom türkischen Militär und verbündeten Rebellen besetzt und ist Teil einer Sicherheitszone. Im Gouvernement Idlib und im Distrikt Afrin kommt es regelmäßig zu Zusammenstößen zwischen Kämpfern der türkisch-loyalistischen SNA.

## Anschlag
Am Nachmittag des 28. April detonierte eine Autobombe auf einem Marktplatz im Zentrum der Stadt. Laut dem Gouverneur der benachbarten türkischen Provinz Hatay wurde ein Tankwagen mit Hilfe einer Handgranate zur Explosion gebracht. Der Anschlag ereignete sich nahe der Gouverneurenresidenz in der Raju-Straße. Durch die Explosion kamen insgesamt 53 Menschen ums Leben, darunter elf Kinder und zwölf türkeitreue Milizionäre; 50 weitere Personen wurden verletzt. Viele der Opfer verbrannten in ihren Autos oder wurden verstümmelt.

## Täter
Die türkische Regierung beschuldigte die Volksverteidigungseinheiten, für den Anschlag verantwortlich zu sein, brachten dafür aber keine Beweise vor. Der Oberbefehlshaber der SDF wiederum machte die türkische Politik mit verantwortlich.

## Folgen und Reaktionen
Der türkische Geheimdienst ließ alle Zufahrten nach Afrin blockieren. Syrische Oppositionelle, darunter auch zur Türkei loyal eingestellte, verurteilten den Anschlag und gaben den türkischen Behörden die Schuld daran. Der Botschafter der Vereinigten Staaten in der Türkei sowie das Auswärtige Amt verurteilten den Sprengstoffanschlag ebenfalls.